# ヨウ化モリブデン(III)
ヨウ化モリブデン(III)(Molybdenum(III) iodide)は、化学式MoI3の無機化合物である。

## 合成
ヨウ化モリブデン(III)は、モリブデンヘキサカルボニルと気体状ヨウ素を105℃で反応させることで得られる。
2 Mo(CO)6 + 3 I2 → 2 MoI3 + 12 CO
また、塩化モリブデン(V)とヨウ化水素の二硫化炭素溶液からも得られる。
MoCl5 + 5 HI → MoI3 + 5 HCl + I2
さらに、金属モリブデンと過剰量のヨウ素を300℃で直接反応させることで得られる。
2 Mo + 3 I2 → 2 MoI3
モリブデンのヨウ化物で最も安定しているため、これが好ましい合成ルートである。

## 性質
ヨウ化モリブデン(III)は、黒色の反強磁性固体で、室温で空気に対し安定である。真空中では、100℃以上でヨウ化モリブデン(II)とヨウ素に分解する。極性溶媒及び非極性溶媒に溶けない。結晶構造は、ヨウ化亜鉛(III)と同形である。